# Hosszúaszó (Hargita megye)
Hosszúaszó elnéptelenedett falu, a legkisebb lakott település Romániában Hargita megyében. Csíkszentlélekhez tartozik.

## Fekvése
A Fitód-patak forrásvidékén, a Hosszúaszó és a Tófeje-patak összefolyásánál festői völgykatlanban meghúzódó település.

## Története
A falu 1974-ben néptelenedett el a szocialista területrendezés 
következtében. Lakói Mindszentre, Szentlélekre költöztek, házaikat pedig csíkszeredaiak vásárolták fel és hétvégi házakká alakították.
Borvízforrásai, enyhe éghajlata a környék kedvelt pihenőhelyévé teszi
1910-ben 116 lakosa volt, de 1992-ben már csak 1 magyar lakta. A trianoni békeszerződésig Csík vármegye Felcsíki járásához tartozott.

## Látnivalók
- A fitódi út mellett áll az 1990-ben közadakozásból újjáépített Xantus-kápolna, az 1694-es tatárok elleni harc hősének Xantus Keresztes alcsíki királybírónak sírja, egyben a csata emlékműve. Helyén gr. Lázár András 1494-ben építtetett egy Mária-kápolnát, melyet romos állapota miatt Csonka-kápolnának neveztek.

Xantus-kápolna
- A kápolnával szemben a Libidáré-dombon állnak az egykori Xantus-kastély csekély romjai.

## Borvízforrások
- Erzsébet-forrás